# Lilia Merodio Reza
Lilia Guadalupe Merodio Reza (Ciudad Juárez, Chihuahua, 19 septembre 1978) est une femme politique mexicaine, actuellement membre du Parti révolutionnaire institutionnel pour le Deuxième Arrondissement Fédéral du Chihuahua. Son dernier poste était celui de  sénatrice.
Elle a étudié le management et travaille comme conseillère politique du PRI, comme directrice du comité du registre de l'eau et l'assainissement (2001-2002), dirigeante de la municipalité de Ciudad Juárez (2002-2004) et directrice des ressources humaines de la même ville (2004-2006).
En 2013, elle et d'autres sénateurs votent pour une réforme fiscale. Cela fait des mécontents et des personnes vont lancer des pierres sur le bâtiment de son parti politique.
Elle a écrit pour le journal El Universal.